# Aleksandar Karađorđević, srpski princ
Aleksandar Karađorđević (srpski: Александар Карађорђевић; London, 17. srpnja 1945.), srpski je princ prijestolonasljednik i sin jedinac kralja Jugoslavije Petra II. Karađorđevića.

## Životopis
Aleksandar Karađorđević rođen je 1945. godine u Londonu, jer nakon uspostave Demokratske Federativne Jugoslavije vlast na području bivše Jugoslavije preuzimaju komunisti. Postoji tvrdnja da je hotelska soba u kojoj je rođen na dan njegova rođenja proglašena jugoslavenskim teritorijem, tako da je prijestolonasljednik rođen u Londonu, ali i u Jugoslaviji. Kako službeno ukidanje monarhije u Jugoslaviji, koju je ukinula Ustavotvorna skupština FNRJ, nastupa tek 29. studenoga 1945. godine (do tada je Josip Broz Tito predsjednik vlade, koja je dobila mandat od kraljevskog namjesništva), on je rođen kao prijestolonasljednik. Ima tri sina: Petra, Filipa i Aleksandra.

## Abdikacija Petra II.
Kralj Petar II. je abdicirao tako što je u ulozi šefa države 7. ožujka 1945. godine imenovao Regentsko vijeće u sastavu: Srđan Budisavljević, Ante Mandić i Dušan Sernec s ovlaštenjem da s Narodnim komitetom za oslobođenje Jugoslavije (NKOJ) oformi zajedničku Privremenu vladu Demokratske Federativne Jugoslavije (DFJ) i prihvati nominaciju nove Vlade na čelu s predsjednikom NKOJ Josipom Brozom Titom, za koju je Vijeće dalo suglasnost 29. studenoga 1945. godine kada je proglašena Federativna Narodna Republika Jugoslavija (FNRJ).
Taj nadnevak, kada je po međunarodnome pravu stvorena Druga Jugoslavija, od tada je obilježavan kao jugoslavenski praznik, Dan Republike. Nakon uvođenja jednostranačkoga sustava, komunisti su taj praznik tumačili kao slavljenje Drugog zasjedanja AVNOJ-a koje je bilo 29. studenoga 1943. godine, a taj je nadnevak od 1943. godine bio upisan u grb DFJ/FNRJ/SFRJ.

## Težnja
Iako nakon abdikacije Petra II. po međunarodnome pravu Karađorđevići više nemaju pravo na prijestolje, od trenutka početka raspada Jugoslavije 1991. godine Aleksandar Karađorđević pokušava se izboriti za, najprije u nekadašnjoj državi, a potom barem u Srbiji, uspostavljanje ustavne monarhije na čijem bi on bio čelu.
Ti pokušaji su do sada bili neuspješni, ali s druge strane uspio se u Srbiji izboriti da mu se ustupi imovina dinastije Karađorđević, doduše tek na korištenje. Slične imovinske zahtjeve ima prema nekim bivšim jugoslavenskim republikama. 